# Walter Friedensburg

Walter Friedensburg

Karl Walter Friedensburg (* 6. März 1855 in Hamburg; † 19. Februar 1938 in Wernigerode) war ein deutscher Archivar und Historiker.

## Leben
Walter Friedensburg war der Sohn eines Hamburger Zeitungsredakteurs. Während seines Studiums in Göttingen wurde er 1874 Mitglied der Schwarzburgbund-Verbindung Burschenschaft Germania. Nach dem Geschichtsstudium an der Georg-August-Universität Göttingen und Breslau erhielt Friedensburg 1880 eine Stelle als Archivhilfsarbeiter am Staatsarchiv Magdeburg. Zuvor wurde er 1877 zum Dr. phil. promoviert. 1882 wurde er zum Archivassistenten ernannt. Ab 1878 war er als Privatdozent in Marburg und später in Göttingen tätig. 1889 wurde Walter Friedensburg außerordentlicher Professor an der Martin-Luther-Universität Halle. Von 1888 bis 1901 stand er in Verbindung mit dem Deutschen Historischen Institut Rom, das er von 1892 bis 1901 leitete. Er wurde 1901 Direktor und Vorstand des Staatsarchivs Stettin. Hier erfolgte seine Ernennung zum Geheimen Archivrat. In dieser Funktion wechselte er 1913 an das Staatsarchiv Magdeburg, dessen Leitung er bis zur Pensionierung 1923 ausübte. In Wernigerode im Harz verbrachte er in der von ihm erworbenen Villa Roonstraße 15 seinen Lebensabend.
Ab 1913 war Walter Friedensburg Mitglied der Historischen Kommission für die Provinz Sachsen und für Anhalt, deren Leitung er in den Jahren 1922 und 1923 übernahm.

## Werke (Auswahl)
- Ludwig IV. der Bayer und Friedrich von Oesterreich von dem Vertrage zu Trausnitz bis zur Zusammenkunft in Innsbruck. 1325–1326. R. Peppmüller, Göttingen 1877 (Göttingen, Universität, Dissertation, 1877).
- Der Reichstag zu Speier 1526. Im Zusammenhang der politischen und kirchlichen Entwicklung Deutschlands im Reformationszeitalter (= Historische Untersuchungen. H. 5, ZDB-ID 514852-2). Gaertner, Berlin 1887. Digitalisat der BSB München
- Nuntiaturberichte aus Deutschland. Nebst ergänzenden Aktenstücken. Abteilung 1: 1533–1559. (Bände 1–4, 8–11). 1892–1910, ZDB-ID 1050386-9:
  - Band 1: Nuntiaturen des Vergerio. 1533–1536. Perthes, Gotha 1892;
  - Band 2: Nuntiatur des Morone. 1536–1538. Perthes, Gotha 1892;
  - Band 3: Legation Aleanders. 1538–1539. Hälfte 1. Perthes, Gotha 1893;
  - Band 4: Legation Aleanders. 1538–1539. Hälfte 2. Perthes, Gotha 1893;
  - Band 8: Nuntiatur des Verallo. 1545–1546. Perthes, Gotha 1898;
  - Band 9: Nuntiatur des Verallo. 1546–1547. Perthes, Gotha 1899;
  - Band 10: Legation des Kardinals Sfondrato. 1547–1548. Bath, Berlin 1907;
  - Band 11: Nuntiatur des Bischofs Pietro Bertano von Fano. 1548–1549. Bath, Berlin 1910.
- Am Vorabend des Schmalkaldischen Krieges. Denkschrift aus der Umgebung Kaiser Karls V. In: Quellen und Forschungen aus Italienischen Archiven und Bibliotheken. Bd. 2, 1899, ISSN 0079-9068, S. 140–151.
- Aktenstücke über das Verhalten der römischen Kurie zur Reformation 1524 und 1531. In: Quellen und Forschungen aus Italienischen Archiven und Bibliotheken. Bd. 3, 1900, S. 1–20.
- Ein Denkmal preussischer Toleranz im 18. Jahrhundert. In: Quellen und Forschungen aus Italienischen Archiven und Bibliotheken. Bd. 5, 1903, S. 125–129.
- Zwei Aktenstücke zur Geschichte der kirchlichen Reformbestrebungen an der Römischen Kurie (1536–1538). In: Quellen und Forschungen aus Italienischen Archiven und Bibliotheken. Bd. 7, 1904, S. 251–267.
- Die Chronik des Cerbonio Besozzi, 1548–1563, Fontes rerum austriacarum: Österreichische Geschichtsquellen. Erste Abteilung, Scriptores. Band 9, Wien 1904.
- Geschichte der Universität Wittenberg. Niemeyer, Halle 1917, DNB 579414760, Digitalisierte Ausgabe der Universitäts- und Landesbibliothek Düsseldorf.
- Die Provinz Sachsen, ihre Entstehung und Entwicklung. Gebauer-Schwetschke, Halle 1919.
- Urkundenbuch der Universität Wittenberg. Herausgegeben von der Historischen Kommission für die Provinz Sachsen und für Anhalt. 2 Bände. Selbstverlag der Historischen Kommission der Provinz Sachsen und Anhalt Magdeburg. E. Holtermann, Magdeburg 1926–1927, DNB 560486685:
  - Band 1: 1502–1611 (= Geschichtsquellen der Provinz Sachsen und des Freistaates Anhalt. Neue Reihe, Bd. 3, ZDB-ID 985360-1). 1926, DNB 365864390;
  - Band 2: 1611–1813 (= Geschichtsquellen der Provinz Sachsen und des Freistaates Anhalt. Neue Reihe, Bd. 4). 1927, DNB 365864404.
- Kaiser Karl V. und Papst Paul III. (1534–1549) (= Schriften des Vereins für Reformationsgeschichte. Bd. 153, ISSN 0171-2179). M. Heinsius Nachfolger, Leipzig 1932.
- Johannes Sleidanus: Der Geschichtsschreiber und die Schicksalsmächte der Reformationszeit (= Schriften des Vereins für Reformationsgeschichte. Jahrgang 52). M. Heinsius Nachfolger, Leipzig 1935.